# Pistolet FEG P9R
FEG P9R – węgierski pistolet samopowtarzalny produkowany przez zakłady Femaru Fegyver es Gepgyar (FEG) w Budapeszcie.

## Historia konstrukcji
Na początku lat osiemdziesiątych węgierska firma FEG rozpoczęła produkcję pistoletu P9. Była to kopia pistoletu Browning HP. Pojawienie się w połowie lat osiemdziesiątych coraz większej ilości pistoletów określanych jako „cudowne dziewiątki” (pistolety kalibru 9 x 19 mm Parabellum, wyposażone w pojemne magazynki i mechanizmy spustowe z samonapinaniem kurka) sprawiło, że sprzedaż P9 (posiadającego mechanizm spustowy bez samonapinania) zaczęła spadać.
Postanowiono więc wyposażyć P9 w mechanizm samonapinania kurka. Opracowując ten mechanizm wzorowano się na rozwiązaniach zastosowanych w pistolecie Smith & Wesson M59. Także mechanizm ryglowy został przebudowany na wzór pistoletu amerykańskiego. Produkcje nowego pistoletu pod oznaczeniem P9R rozpoczęto w 1991 roku. Później do produkcji wprowadzano kolejne wersje o zmniejszonych wymiarach. Z czasem powstały także wersje kalibru 9 x 17 mm Short, .45ACP i .40 S&W.
Podobnie jak wcześniejszy P9 sprzedaż pistoletu P9R prowadziły także firmy Mauser i Kettner (w Europie), oraz KBI Inc. z Harrisburga w Pensylwanii (w USA) i Century International Arms Ltd z Montrealu (w Kanadzie).
Pistolet P9R jest produkowany także jako NP18 przez chińską firmę Norinco (podobnie jak większość produktów tej firmy jest to kopia bezlicencyjna).

## Wersje
- P9R – wersja podstawowa. Inne oznaczenia Mauser 90 DA, Kettner M90, Luger M90, KBI MBK-9HP.
- P9RA – wersja ze szkieletem aluminiowym.
- P9RK – wersja ze skróconą lufą. Inne oznaczenia Mauser 90 DA Compact, KBI MBK9HPC.
- P9RZ – wersja ze skróconą lufą i chwytem.
- B9R – wersja kalibru 9 x 17 mm Short.
- GKK-45 (początkowo oznaczana jako AC) – wersja kalibru .45 ACP.
- GKK-45C (początkowo oznaczana jako ACK) – wersja kalibru .45 ACP ze skróconą lufą.
- GKK-40 – wersja kalibru .40 S&W.
- GKK-40C – wersja kalibru .40 S&W ze skróconą lufą.

## Opis konstrukcji
Pistolet P9R działa na zasadzie krótkiego odrzutu lufy, zamek ryglowany przez przekoszenie lufy. Połączenie lufy z zamkiem w położeniu zaryglowanym zapewniają dwa występy ryglowe wchodzące w wyżłobienia w zamku. Odryglowanie zapewniają dwa symetryczne występy ze skośnymi wycięciami. Mechanizm spustowo-uderzeniowy kurkowy z samonapinania (DA). Broń posiada bezpiecznik zewnętrzny (dźwignia po lewej stronie zamka). Dodatkowym zabezpieczeniem jest bezpiecznik magazynkowy (przy wyjętym magazynku ściąganie spustu nie zwalnia kurka). Po wystrzeleniu ostatniego naboju z magazynka zamek zatrzymuje się w tylnym położeniu na zaczepie zamka. P9R posiada stałe przyrządy celownicze składające się z muszki i szczerbinki. Magazynek 14 nabojowy, dwurzędowy z jednorzędowym wyprowadzeniem.

## Dane taktyczno-techniczne
| Wzór                           | P9R                  | P9RA                 | P9RK                 | P9RZ                 | B9R             | GKK-45                  | GKK-45C                 |
| ------------------------------ | -------------------- | -------------------- | -------------------- | -------------------- | --------------- | ----------------------- | ----------------------- |
| Nabój                          | 9 x 19 mm Parabellum | 9 x 19 mm Parabellum | 9 x 19 mm Parabellum | 9 x 19 mm Parabellum | 9 x 17 mm Short | .45 ACP (11,43 x 23 mm) | .45 ACP (11,43 x 23 mm) |
| Masa broni niezaładowanej (g)  | 1000                 | 820                  | 970                  | 871                  | 700             | 1120                    | 1080                    |
| Masa broni załadowanej (g)     | 1170                 | 990                  | 1040                 | ?                    | 840             | ?                       | 1250                    |
| Długość broni (mm)             | 203                  | 203                  | 190                  | 178                  | 174             | 210                     | 197                     |
| Szerokość broni (mm)           | 35                   | 35                   | 35                   | 35                   | 35              | ?                       | ?                       |
| Wysokość broni (mm)            | 134                  | 137                  | 134                  | ?                    | 133             | ?                       | ?                       |
| Długość lufy (mm)              | 118,5                | 118,5                | 106                  | 92,1                 | 101             | 119                     | 105                     |
| Długość linii celowniczej (mm) | 162                  | 162                  | 145                  | ?                    | 133             | 165                     | ?                       |
| Pojemność magazynka (szt.)     | 14                   | 14                   | 14                   | 10                   | 14              | 8                       | 8                       |